# Liga Premier de Bielorrusia 2018
La temporada 2018 fue la 28.ª edición de la Liga Premier de Bielorrusia, la máxima categoría del fútbol en Bielorrusia. Comenzó el 30 de marzo y finalizó el 2 de diciembre de 2018. El BATE Borisov es el actual campeón.

## Ascensos y descensos
Los dos últimos equipos de la temporada 2017 Slavia Mozyr y Naftan Novopolotsk fueron relegados a la Primera Liga de Bielorrusia de 2018. Fueron reemplazados por el Luch Minsk y el Smolevichi, campeón y subcampeón de la Primera Liga Bielorrusa 2017, respectivamente.
Antes del comienzo de la temporada, Krumkachy Minsk fue excluido de la liga, tras no haber cumplido con los plazos para entregar los documentos de licencia necesarios y pagar las deudas salariales a los jugadores. La decisión se tomó final el 19 de marzo. Fueron reemplazados el Torpedo Minsk (tercer equipo de la Primera Liga de Bielorrusia 2017).
| Pos. | Descendidos de la Liga Premier de Bielorrusia 2017 |
| ---- | -------------------------------------------------- |
| 13.º | Krumkachy Minsk                                    |
| 15.º | Slavia Mozyr                                       |
| 16.º | Naftan Novopolotsk                                 |

| Pos. | Ascendidos de la Primera Liga de Bielorrusia 2017 |
| ---- | ------------------------------------------------- |
| 1.º  | Luch Minsk                                        |
| 2.º  | Smolevichi                                        |
| 3.º  | Torpedo Minsk                                     |

## Formato de competición
Los dieciséis equipos participantes jugaron entre sí todos contra todos dos veces totalizando 30 partidos cada uno, al término de la fecha 30 el primer clasificado se coronó campeón y obtuvo un cupo para la primera ronda de la Liga de Campeones 2019-20, mientras que el segundo y tercer clasificado obtuvieron un cupo para la primera ronda de la Liga Europa 2019-20; por otro lado los dos últimos clasificados descendieron a la Primera Liga de Bielorrusia 2019.
Un tercer cupo para la primera ronda de la Liga Europa 2019-20 fue asignado al campeón de la Copa de Bielorrusia.

## Información de los equipos
| Club                  | Ciudad     | Estadio               | Capacidad |
| --------------------- | ---------- | --------------------- | --------- |
| BATE Borisov          | Borisov    | Borisov Arena         | 13,126    |
| Dinamo Brest          | Brest      | OSK Brestsky          | 10,169    |
| Dinamo Minsk          | Minsk      | Traktor Stadium       | 17,586    |
| Dnepr Mogilev         | Mogilev    | Spartak Stadium       | 7,990     |
| Gomel                 | Gomel      | Central Stadium       | 14,307    |
| Gorodeya              | Haradzeya  | Gorodeya Stadium      | 2,100     |
| Isloch Minsk Raion    | Minsk      | FC Minsk Stadium      | 3,100     |
| Luch Minsk            | Minsk      | SOK Olimpiysky        | 1,530     |
| Minsk                 | Minsk      | FC Minsk Stadium      | 3,100     |
| Neman Grodno          | Grodno     | Neman Stadium         | 9,000     |
| Shakhtyor Soligorsk   | Salihorsk  | Stroitel Stadium      | 4,200     |
| Slutsk                | Slutsk     | City Stadium (Slutsk) | 2,150     |
| Smolevichi            | Smolevichi | Ozyorny Stadium       | 1,600     |
| Torpedo-BelAZ Zhodino | Zhodzina   | Torpedo Stadium       | 6,524     |
| Torpedo Minsk         | Minsk      | SOK Olimpiysky        | 1,530     |
| Vitebsk               | Vitebsk    | Vitebsky CSK          | 8,300     |

Fuente: Scoresway

## Tabla de posiciones
| Pos. | Equipo              | Pts. | PJ | G  | E  | P  | GF | GC | Dif. | Clasificación y descenso 2019–20            |
| ---- | ------------------- | ---- | -- | -- | -- | -- | -- | -- | ---- | ------------------------------------------- |
| 1    | BATE Borisov (C)    | 73   | 30 | 23 | 4  | 3  | 55 | 24 | +31  | Primera ronda de la Liga de Campeones       |
| 2    | Shakhtyor Soligorsk | 64   | 30 | 19 | 7  | 4  | 45 | 14 | +31  | Primera ronda de la Liga Europa             |
| 3    | Dinamo Minsk        | 63   | 30 | 18 | 9  | 3  | 41 | 17 | +24  | Primera ronda de la Liga Europa             |
| 4    | Vitebsk             | 62   | 30 | 19 | 5  | 6  | 47 | 20 | +27  | Primera ronda de la Liga Europa             |
| 5    | Torpedo Zhodino     | 55   | 30 | 16 | 7  | 7  | 36 | 18 | +18  |                                             |
| 6    | Dinamo Brest        | 52   | 30 | 14 | 10 | 6  | 52 | 30 | +22  |                                             |
| 7    | Neman Grodno        | 43   | 30 | 12 | 7  | 11 | 31 | 32 | −1   |                                             |
| 8    | Slutsk              | 36   | 30 | 11 | 3  | 16 | 26 | 36 | −10  |                                             |
| 9    | Gorodeya            | 34   | 30 | 9  | 7  | 14 | 31 | 33 | −2   |                                             |
| 10   | Isloch Minsk Raion  | 33   | 30 | 8  | 9  | 13 | 20 | 37 | −17  |                                             |
| 11   | Minsk               | 30   | 30 | 7  | 9  | 14 | 34 | 42 | −8   |                                             |
| 12   | Gomel               | 28   | 30 | 7  | 7  | 16 | 16 | 36 | −20  |                                             |
| 13   | Luch Minsk          | 24   | 30 | 4  | 12 | 14 | 24 | 44 | −20  |                                             |
| 14   | Torpedo Minsk       | 24   | 30 | 6  | 6  | 18 | 20 | 41 | −21  |                                             |
| 15   | Smolevichi          | 24   | 30 | 5  | 9  | 16 | 21 | 39 | −18  | Descenso a Primera Liga de Bielorrusia 2019 |
| 16   | Dnepr Mogilev       | 16   | 30 | 3  | 7  | 20 | 17 | 53 | −36  | Descenso a Primera Liga de Bielorrusia 2019 |

Actualizado a los partidos jugados el 2 de diciembre de 2018.
 Fuente: football.by, Soccerway
Criterios de clasificación: 1) Puntos; 2) puntos entre sí; 3) diferencia de goles; 4) Goles marcados.
Notas:
1. 1 2 3  Puntos entre duelos entre sí: Luch Minsk 8 puntos, Torpedo Minsk 4 puntos, Smolevichi 3 puntos

## Resultados
- Cada equipo juega en casa y fuera una vez contra todos los demás equipos para un total de 30 partidos jugados por cada club.
| Local \ Visitante   | BAT | DBR | DMI | DNE | GOM | GOR | ISL | LUC | MIN | NEM | SHA | SMO | SLU | TZH | TMI | VIT |
| ------------------- | --- | --- | --- | --- | --- | --- | --- | --- | --- | --- | --- | --- | --- | --- | --- | --- |
| BATE Borisov        | —   | 2–0 | 2–1 | 2–0 | 3–0 | 3–2 | 1–1 | 4–1 | 2–0 | 1–0 | 0–0 | 1–0 | 3–1 | 2–1 | 2–0 | 1–1 |
| Dinamo Brest        | 1–3 | —   | 1–1 | 1–1 | 0–0 | 5–2 | 3–1 | 2–1 | 2–1 | 1–0 | 1–3 | 2–2 | 4–0 | 2–0 | 2–0 | 3–1 |
| Dinamo Minsk        | 0–1 | 1–1 | —   | 2–1 | 2–1 | 0–2 | 0–0 | 3–2 | 1–0 | 1–0 | 0–0 | 2–0 | 2–0 | 2–1 | 1–0 | 1–1 |
| Dnepr Mogilev       | 0–1 | 1–4 | 0–3 | —   | 1–0 | 1–2 | 0–0 | 0–0 | 0–0 | 0–0 | 1–1 | 0–1 | 2–0 | 0–3 | 1–2 | 0–1 |
| Gomel               | 0–1 | 0–6 | 0–0 | 2–0 | —   | 2–0 | 1–2 | 1–0 | 0–2 | 0–2 | 0–3 | 0–2 | 0–0 | 0–0 | 0–0 | 1–3 |
| Gorodeya            | 2–1 | 1–0 | 0–2 | 1–2 | 0–0 | —   | 2–0 | 1–1 | 1–2 | 0–2 | 0–1 | 4–1 | 2–0 | 1–1 | 0–0 | 1–1 |
| Isloch Minsk Raion  | 2–1 | 0–1 | 0–1 | 3–2 | 0–1 | 0–0 | —   | 1–1 | 0–3 | 1–2 | 1–0 | 1–0 | 0–1 | 0–0 | 1–1 | 0–1 |
| Luch Minsk          | 1–2 | 1–1 | 1–3 | 2–0 | 1–0 | 1–1 | 1–1 | —   | 0–0 | 1–2 | 1–1 | 1–1 | 0–3 | 1–3 | 3–1 | 0–2 |
| Minsk               | 0–2 | 3–3 | 3–3 | 4–0 | 0–2 | 0–5 | 0–1 | 3–1 | —   | 1–2 | 0–0 | 0–0 | 0–2 | 0–0 | 6–1 | 1–3 |
| Neman Grodno        | 2–3 | 0–3 | 0–2 | 0–0 | 2–0 | 1–0 | 6–0 | 0–0 | 2–2 | —   | 0–1 | 1–1 | 0–3 | 1–0 | 1–0 | 1–1 |
| Shakhtyor Soligorsk | 3–0 | 0–0 | 0–0 | 3–1 | 2–1 | 1–0 | 3–0 | 4–0 | 4–0 | 1–0 | —   | 1–0 | 0–1 | 1–0 | 1–0 | 2–1 |
| Smolevichi          | 2–3 | 1–0 | 0–2 | 2–1 | 1–1 | 2–0 | 0–1 | 1–1 | 1–1 | 0–1 | 0–2 | —   | 1–2 | 1–2 | 0–2 | 1–1 |
| Slutsk              | 0–1 | 1–1 | 0–1 | 5–0 | 0–1 | 1–0 | 0–1 | 1–0 | 0–1 | 1–1 | 1–3 | 1–0 | —   | 0–3 | 1–3 | 0–2 |
| Torpedo Zhodino     | 2–2 | 2–0 | 0–0 | 1–0 | 1–0 | 0–1 | 2–1 | 0–0 | 2–1 | 3–0 | 1–0 | 1–0 | 2–0 | —   | 1–0 | 2–0 |
| Torpedo Minsk       | 0–3 | 1–1 | 0–3 | 3–0 | 1–2 | 1–0 | 1–1 | 0–1 | 1–0 | 0–1 | 2–3 | 0–0 | 0–1 | 0–2 | —   | 0–1 |
| Vitebsk             | 0–1 | 0–1 | 0–1 | 3–1 | 1–0 | 1–0 | 2–0 | 2–0 | 1–0 | 5–1 | 2–1 | 4–0 | 2–0 | 2–0 | 2–0 | —   |

## Goleadores
- Actualizado al 2 de diciembre de 2018 (football.by Archivado el 28 de abril de 2018 en Wayback Machine.)
| Pos. | Jugador           | Club                | Goles |
| ---- | ----------------- | ------------------- | ----- |
| 1    | Pavel Savitski    | Dinamo Brest        | 15    |
| 2    | Dzyanis Laptsew   | Shakhtyor Soligorsk | 12    |
| 3    | Dzmitry Lebedzew  | Gorodeya            | 11    |
| 3    | Anton Matsveenka  | Vitebsk             | 11    |
| 3    | Yevgeniy Shikavka | Slutsk              | 11    |
| 3    | Maksim Skavysh    | BATE Borisov        | 11    |
| 3    | Kiryl Vyarheychyk | Vitebsk             | 11    |
| 8    | Bojan Dubajić     | Gorodeya            | 10    |
| 9    | Elis Bakaj        | Shakhtyor Soligorsk | 9     |
| 9    | Valery Gorbachik  | Torpedo Zhodino     | 9     |